# Gholam-Reza Pahlavi
Pour les autres membres de la famille, voir Dynastie Pahlavi.
Gholam-Reza Pahlavi (en persan : غلام رضا پهلوی), est un prince et général iranien né le 15 mai 1923 à Téhéran et mort le 6 mai 2017 à Neuilly-sur-Seine,.
Demi-frère du dernier chah (1941-1979) Mohammad Reza (1919-1980), il a notamment été président du Comité national olympique.

## Famille
Dernier fils survivant du chah (1925-1941) Reza Pahlavi (1878-1944), il est issu du troisième mariage (en 1922) de celui-ci avec une aristocrate de la dynastie qadjar (dont le grand-père paternel Madjd-Dowleh, était le cousin germain du chah  Nasseredin (1831-1896) dont il épousa successivement deux filles, la seconde après la mort de la première), Tourane Amir Soleymani. Reza Pahlavi divorça de sa troisième épouse peu après la naissance de Gholam Reza Pahlavi.
Pour Gholam-Reza Pahlavi, Reza Khan, son père, devenu l'homme fort du pays, avait demandé à et obtenu de Madj-Dowleh la main (et non du père  de la mariée, Madjd-ol-Saltaneh) de sa mère afin de s’assurer l’appui de l’ancienne classe dirigeante et que la rupture entre ses parents est due à la fidélité de Madjd-Dowleh à la dynastie Qadjar.
Reza Khan épouse rapidement une nouvelle princesse Qadjar avant de devenir en 1925 chah d’Iran en lieu et place du dernier souverain qadjar, Ahmad Shah Qajar.

Le prince Gholam-Reza Pahlavi a rappelé en 2004 sa qualité de successible au trône du Paon : 

« Selon la loi iranienne, j’étais deuxième dans l’ordre de succession après mon frère Ali-Reza. J’étais également le dernier, car la Constitution iranienne interdisait que le souverain fût un descendant direct de l’ancienne dynastie. La dernière épouse de mon père, la princesse Esmate, était une princesse Qadjar et ses enfants ne pouvaient donc prétendre au trône. Mon cas était différent. Ma mère, alliée à la famille Qadjar, n’en était pas une descendante directe. Je figurais donc dans la ligne de succession au trône. Cette question ne fut soulevée qu’une seule fois, après le décès tragique [en 1954] de mon frère très aimé, le prince Ali-Reza. »

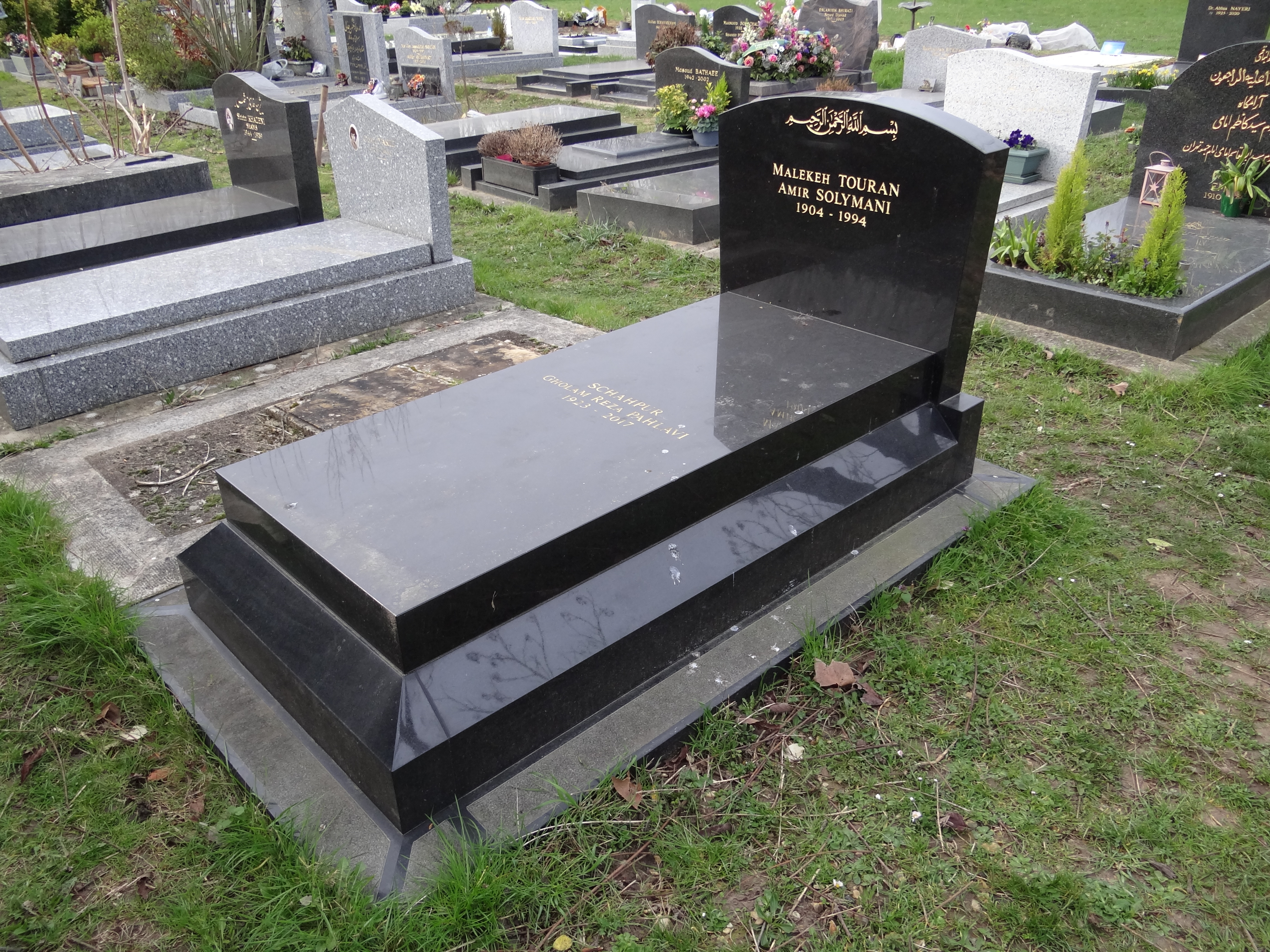
La tombe de Gholam-Reza Pahlavi et de sa mère Touran Amir Solymani au cimetière parisien de Thiais (Val-de-Marne).

## Carrière

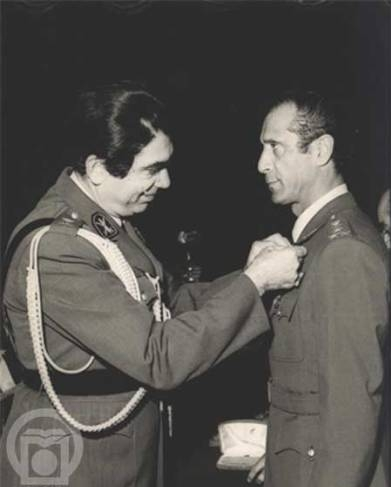
Gholam-Reza Pahlavi (à gauche) et Mohammad Amir Khatemi.

Le prince Gholam Reza Pahlavi reçoit son éducation primaire en Iran, puis son éducation secondaire en pension au Rosey en Suisse, comme son frère l’héritier de la dynastie. Il rentre en 1936 dans son pays afin de suivre un enseignement militaire. Il accompagne son père dans son exil à l’île Maurice, après son abdication de septembre 1941.
Il commence, après avoir étudié à Princeton, sa carrière d’officier et devient ensuite inspecteur général des forces armées. Il termine avec le grade de lieutenant général en 1973.
Il devient membre du Comité international olympique (CIO) en 1955 et il est président du comité national olympique (CNO) iranien. Il se fait remarquer à une occasion en appuyant la demande de la Chine populaire d’exclure des jeux olympiques la Chine de Taïwan, après les Jeux olympiques de Montréal de 1976. Toutefois, le prince Gholam Reza Pahlavi ne s’implique pas dans les affaires de la politique, se contentant de gérer ses parts financières dans six entreprises.
Il part sur le chemin de l’exil peu avant le renversement du chah par la révolution islamique de 1979 et s’installe à Paris. Les ayatollahs prononcent la peine de mort à son encontre.

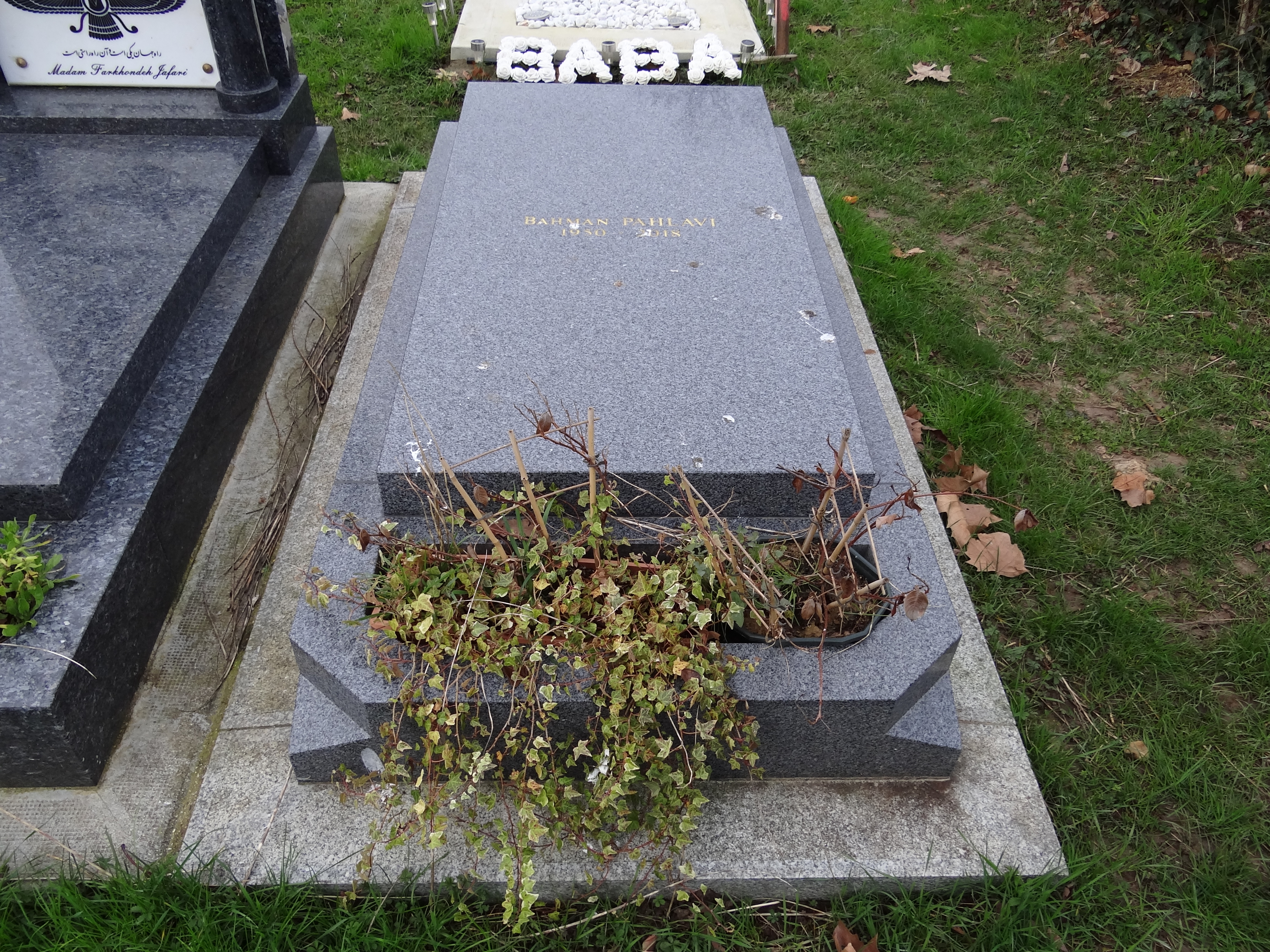
La tombe de Bahman Pahlavi au cimetière parisien de Thiais (Val-de-Marne).

## Mariage et descendance
Il épouse en premières noces en 1947 Homa Aalam, dont il a deux enfants :
1. la princesse Mehnaz (née en 1949).
2. le prince Bahman (1950–2018) (inhumé au cimetière parisien de Thiais)

Il se remarie en 1962, après son divorce, avec une princesse Qadjar, Manijeh Djahanbani, qui lui donne trois enfants :
1. la princesse Maryam (née en 1962).
2. la princesse Azar (née en 1964).
3. le prince Bahram (né en 1970).